# Ermanno Gabetta
Ermanno Gabetta (Castelletto di Branduzzo, 18 maggio 1912 – Verretto, 2 gennaio 1945) è stato un partigiano e militare italiano.

## Biografia
Nacque a Castelletto di Branduzzo il 18 maggio 1912, figlio di Serafino e Carolina Sarchi.
Di professione impiegato, fu richiamato alle armi nel giugno del 1940, assegnato all'Ospedale da campo n.110 partecipò ad operazioni militari sul fronte occidentale e poi in quello greco-albanese. Al termine della campagna di Grecia il suo reparto rimase in servizio nelle zone della ex Jugoslavia.
Quando avvenne la firma dell'armistizio dell'8 settembre 1943 si trovava in licenza a Voghera ed organizzò i primi gruppi di partigiani nella zona, costituendo insieme a Carlo Boldizzoni e Roberto Vicini, la 115ª Brigata Garibaldi "Gramigna", inquadrata nella 11ª Divisione "Allotta", in cui militò col grado di il vicecomandante.
La formazione di recente costituzione si stanziò nei territori dell'Oltrepò Pavese.
Il 2 gennaio del 1945, in compagnia di Giovanni Mussini, Ferruccio Luini e Mario Pietro Rota, fu sorpreso da un reparto delle Brigate Nere impegnato in un rastrellamento. Rifugiatosi in una casupola isolata tra Verretto e Lungavilla, furono assediati da una sessantina di militi della brigata nera del tenente colonnello Arturo Bianchi. Rifiutata la resa, i quattro partigiani resistettero strenuamente e caddero solo dopo aver esaurito le munizioni.
Per il suo valore fu decorato con la Medaglia d'oro al valor militare alla memoria. A Gabetta è intestata una via di Voghera e la locale Sezione  del Partito della Rifondazione Comunista.